# آندره کوربو
آندره کوربو (فرانسوی: André Corbeau‎؛ زادهٔ ۱ آوریل ۱۹۵۰) دوچرخه‌سوار اهل فرانسه است.
از باشگاه‌هایی که در آن رکاب زده‌است می‌توان به تیم دوچرخه‌سواری فلاندریا اشاره کرد.